# Rétoromán dialektusok
A rétoromán összefoglaló elnevezése a Svájc keleti felében (a rómaiak által Rhaetiának nevezett vidék, ezért a réto tag is nevében), Észak-Olaszországban (Dél-Tirolban, főként a Dolomitok völgyeiben), valamint az Északkelet-Olaszország Friuli régiójában beszélt nyelveknek. Ezek egymással közeli rokonságban álló, de nyelvtörténetileg elkülönülő nyugati újlatin – egész pontosan galloromán – dialektusok. Beszélőik száma nem éri el az egymilliót sem, a legtöbben a friuli nyelvet használják, közel 800 000-en. Nyelvészeti szempontból az okcitán és a francia nyelvekhez állnak leginkább közel. A rétoromán nyelv megnevezést újabban gyakran csak a Svájcban beszélt sztenderdizált nyelvváltozatra, a romans nyelvre értik.

## A sztenderd nyelvváltozatok
A rétorománnak három sztenderdizált változata van, ezek a friuli, a ladin és a romans, amelyek további aldialektusokra oszlanak. (A ladin nem tévesztendő össze a spanyol nyelv ladino változatával.) Közülük a friuli Olaszországban regionálisan hivatalos státusszal rendelkezik a Friuli-Venezia Giulia autonóm régióban, a romans pedig a francia, a német és az olasz mellett Svájc negyedik hivatalos nyelve. Szűkebb értelemben a rétoromán megnevezés csak a romans nyelvváltozatokra utal. (A sztenderd nyelvváltozatok részletes ismertetését lásd a friuli, ladin, romans nyelvek szócikkeiben.)

## Általános jellemzők
A rétoromán hangtanilag és nyelvtanilag alapvetően nem tér el a nyugati újlatin nyelvektől. Akárcsak a franciában és a katalánban, jellemző rá a szavak erős redukciója, az utolsó magánhangzó vagy szótag lekopása. Szintén a nyugati újlatin nyelvek hangtani fejlődését követi a szóközi /p, t, k/ zöngésülése (ún. leníció), valamint a többes szám -s hozzáadásával történő képzése. A főnevek hím- és nőneműek lehetnek: az előbbiek általában mássalhangzóra, az utóbbiak a friuli sztenderd változatban legtöbbször -e-re, a ladin és a romans sztenderd változatokban pedig -a-ra végződnek. A határozott névelő a latin ille, illa, illos, illas alakokból fejlődött, mint az újlatin nyelvekben általában. A mondattant illetően a friuli sajátossága, hogy a kijelentő állító/kérdő/óhajtó mondatokban az alanyt a személyes névmás hangsúlytalan alakjával megismétlik, ami talán a velencei nyelv hatása lehet.

## A dialektusok összehasonlítása

### Gyakori szavak
Az alábbi összehasonlító táblázatban néhány mindennapi szó látható a hét különböző dialektusban és latinul:
| Magyar        | Romans dialektusok | Romans dialektusok | Romans dialektusok | Romans dialektusok | Romans dialektusok | Romans dialektusok | Friuli nyelv | Latin                   |
| Magyar        | sursilvan          | sutsilvan          | surmiran           | puter              | vallader           | grischun           | Friuli nyelv | Latin                   |
| ------------- | ------------------ | ------------------ | ------------------ | ------------------ | ------------------ | ------------------ | ------------ | ----------------------- |
| arany         | aur                | or                 | or                 | or                 | or, aur, ar        | aur                | aur          | < AURUM                 |
| kemény        | dir                | dir                | deir               | dür                | dür                | dir                | dûr          | < DURUS                 |
| szem          | egl                | îl                 | îgl                | ögl                | ögl                | egl                | voli         | < OCULUS                |
| könnyű        | lev                | leav               | lev                | liger              | leiv               | lev                | lizêr        | < LEVIS                 |
| három         | treis              | tres               | treis              | trais              | trais              | trais              | trê          | < TRES                  |
| hó            | neiv               | nev                | neiv               | naiv               | naiv               | naiv               | nêf          | < NIX (NIVE)            |
| kerék         | roda               | roda               | roda               | rouda              | rouda              | roda               | ruede        | < ROTA                  |
| sajt          | caschiel           | caschiel           | caschiel           | chaschöl           | chaschöl           | chaschiel          | formadi      | < CASEOLUS (FORMATICUS) |
| ház           | casa               | tgeasa             | tgesa              | chesa              | chasa              | chasa              | cjase        | < CASA                  |
| kutya         | tgaun              | tgàn               | tgang              | chaun              | chan               | chaun              | cjan         | < CANIS                 |
| láb           | comba              | tgomba             | tgomma             | chamma             | chomma             | chomma             | gjambe       | < GAMBA                 |
| tyúk          | gaglina            | gagliegna          | gagligna           | gillina            | giallina           | giaglina           | gjaline      | < GALLINA               |
| macska        | gat                | giat               | giat               | giat               | giat               | giat               | gjat         | < CAT(T)US              |
| minden, egész | tut                | tut                | tot                | tuot               | tuot               | tut                | dut          | < TOTUS                 |
| alak, forma   | fuorma             | furma              | furma              | fuorma             | fuorma             | furma              | forme        | < FORMA                 |
| én            | jeu                | jou                | ja                 | eau                | eu                 | jau                | jo           | < EGO (EO)              |

### Számok
A tőszámnevek 1-től 10-ig a három sztenderd rétoromán nyelvváltozatban, valamint francia, olasz, spanyol és latin nyelven:
| Nyelv   | 1             | 2                      | 3     | 4        | 5                | 6    | 7      | 8    | 9     | 10     |
| ------- | ------------- | ---------------------- | ----- | -------- | ---------------- | ---- | ------ | ---- | ----- | ------ |
| Friuli  | un, une       | doi, dôs               | trê   | cuatri   | cinc             | sîs  | siet   | vot  | nûf   | dîs    |
| Ladin   | un, na        | doi                    | trei  | cater    | cinch            | sie  | set    | ot   | nef   | diesc  |
| Romans  | in, ina       | dus, duas              | trais | quatter  | tschintg         | sis  | set    | otg  | nov   | diesch |
| Francia | un, une       | deux                   | trois | quatre   | cinq             | six  | sept   | huit | neuf  | dix    |
| Olasz   | uno (un), una | due                    | tre   | quattro  | cinque           | sei  | sette  | otto | nove  | dieci  |
| Spanyol | uno (un), una | dos                    | tres  | cuatro   | cinco            | seis | siete  | ocho | nueve | diez   |
| Latin   | UNUS, UNA     | DUO, DUAE (DUOS, DUAS) | TRES  | QUATTUOR | QUINQUE (CINQUE) | SEX  | SEPTEM | OCTO | NOVEM | DECEM  |